# Џејмс Ранди
Џејмс Ранди (рођен као Рандел Џејмс Хамилтон Звингер; 7. август 1928 — Плантејшон, 20. октобар 2020) био је канадско-амерички пензионисани мађионичар и скептик  најпознатији по свом раду са псеудонаукама и паранормалним. Каријеру је започео као мађионичар под називом Невероватни Ранди (енг. The Amazing Randi), а касније је одлучио да посвети већину свог времена истражују паранормалног, окултизма и натприродних тврдњи, које колективно назива "Воо-Воо". Ранди је престао да се бави илузијама када је имао 60 година.
Ранди себе називао "истражитељом". Писао је о паранормалним појавама, скептицизму и историји магије. Његова фондација (ЈРЕФ) спонзорише изазов доказивања паранормалног. Изазов је да неко демонстрира паранормалне, натприродне или окултне појаве, и да оне буду тестиране. Ако се докаже да су стварно у питању натприродне моћи, следи награда од 1.000.000 долара. Иако изазов стоји од 1964. године, нико до данас није освојио награду.

## Детињство и младост
Ранди је рођен 7. августа 1928. године у Торонту, у Канади. Његова мајка је Мари Алис, а отац Џорџ Ранден Звингер и има млађег брата и сестру. Магијом је почео да се бави када је био дете, читањем књига о илузијама док је лежао 13 месеци у гипсу након незгоде са бициклом. Лекари су рекли да можда никада неће моћи да хода, али се Ранди потпуно опоравио. Често је бежао из школе и са 17 година је напустио школовање како би се бавио магијом. Радио је у Торонту и писао је у Монтреал штампи.
У својим двадесетим, Ранди је глумио астролога да би доказао да они изводе једноставне трикове и кратко је писао за једне новине под називом "Зо-ран". Писао је тако што је само насумично узимао ствари из других новина. У својим тридесетим је радио као мађионичар у Уједињеним Краљевствима, Европи, Филипинима и широм Јапана. 

## Каријера

### Мађионичар
Рандијева каријера мађионичара је започела 1946. У почетку се представљао под његовим правим именом, Рандел Звингер, али се касније називао "Невероватни Ранди". Извео је бројне акте бега из затворских ћелија и сефова широм света. Он је 7. фебруара 1956. године оборио Хари Худинијев рекорд од 93 минута проведених у ковчегу. Ранди је био у њему 104 минута, мада је и сам признао да је тај трик Худини извео кад је био старији од њега.
Ранди је од 1967. до 1968. године водио своју радио емисију Невероватни Ранди емисија (енгл. The Amazing Randi Show) у Њујорку. 
Такође је виодио неколико телевизијских емисија и ишао је на турнеје.
Током Алис Куперове турнеје од 1973. до 1974. је наступао са њим. Он је глумио Алисовог убицу и лудог зубара. Такође је направио неколико реквизита, укључујући и гиљотину. Након турнеје, 1974. године је побегао из лудачке кошуље док је висио над Нијагариним водопадима.
Неки су тврдили да је Ранди користио "менталне моћи" да изведе трик савијања кашике. Док је једном изводио трик, неко из публике је довикнуо да је он преварант. Ранди је одговорио: "Да, тако је. Ја сам преварант и шарлатан, то радим као посао. Све што сам икада урадио је била превара". На то је човек из публике одговорио: "Не мислим на то. Ти си преварант, јер стварно користиш менталне моћи да савијеш кашику, а завараваш нас да не радиш то". Други су тврдили да он стварно има менталне моћи, али да он тога није свестан.

### Аутор
Ранди је написао 10 књига, укључујући и Призивање (енгл. Conjuring), биографију познатих мађионичара. Његова друга књига Худини, његов живот и уметност, се бави сличном тематиком. Књига описује Худинијев професионални и приватни живот.
Ранди је написао и књигу за децу 1989. године, Магични свет Невероватног Рандија (енгл. The Magic World of the Amazing Randi), која уводи децу у магичне трикове. Поред својих магијских књига, написао је неколико озбиљних радова о паранормалним и псеудонаучним тврдњама. Ово укључује биографије Ури Гелера и Нострадамуса. Тренутно пише књигу Мађионичар у лабораторији (енгл. A Magician in the Laboratory), која је о примени скептицизма у науци. 

### Скептик
Ранди је 1972. године оптужио познатог илузионисту Ури Гелера да није ништа друго него обичан шарлатан и преварант. Ранди је у својој књизи Истина о Ури Гелеру (енгл. The Truth About Uri Geller) изнео да Гелер користи обичне мађионичарске трикове, а не натприродне моћи. Ранди је од тада постао једна од најистакнутијих личности скептичког покрета.
Ранди је написао неколико чланака критикујући веровања и натприродно. Такође је изнео и мане у разним истраживањима паранормалног. 
Појавио се на много телевизијских емисија и често је преиспитивао натприродне моћи других гостију емисије уживо. Он се 1981. године појавио у емисији где је тестирао тврдњу да други гост може да помера странице књиге без додира. Ранди је утврдио и показао да он заправо дува у књигу и тако помера странице.

Ранди је у његовој књизи Исцелитељи вером (енг. The Faith Healers) изнео да је бесан због преварана који краду новац својих жртви. Он је такође учествовао у студијама о хомеопатији и сваки пут је доказано да хомеопатија нема никакав ефекат.
Ранди сматра већи део парапсихологије псеудонауком, због начина на који она тестира тврдње. 

### Откривање менталних моћи... Уживо
Откривање менталних моћи... Уживо (енг. Exploring Psychic Powers... Live) је била емисија која се емитовала 7. јуна 1989. године у којој је Ранди тестирао људе који су тврдили да имају натприродне моћи. Емисија је нудила награду од 100.000 $ било коме ко може демонстрирати натприродне моћи. У емисији је:
- Један астролог је тврдио да да може да утврди астролошки знак неке особе након разговора са њом. Доведено му је насумично дванаест људи, један по један, сваки са различитим астролошком знаком. Они му нису рекли њихов астролошки знак или датум рођења. Након разговора је требало да астролог поређа њихове знакове. Да би доказао своје способности морао је да погоди свих 12 знакова, али није погодио ни један.
- Менталиста је тврдио да може да прочита ауре људи. Он је тврдио да су ауре видљиве на пет центиметара изнад људи. Он је изабрао десет људи за које је рекао да имају јасно видљиве ауре. Они су затим стали иза паравана, а он је тврдио да ће њихови ауре бити видљиви изнад паравана. Требало је да утврди која се особа налази иза ког паравана посматрањем само њихових аура. Да би показао своје моћи морао је да погоди где су 8 од 10 људи. Он је казао да јасно види ауре свих људи и наводио је ко се налази иза ког паравана. Међутим, само је њих 4 стојало иза паравана, а иза 6 паравана није било никога.
- Рашљар је тврдио да може да открије воду, чак и у боци унутар затворене картонске кутије. Донето му је дванаест кутија и он је требало да покаже у којим кутијама су боце са водом. Он је изабрао осам кутија за које је рекао садрже воду. Заправо, само 5 од 12 кутија је имало воду. Од осам одабраних кутија, само је у једној била вода.
- Менталиста је тврдио да може да добије личне податке о власнику неког предмета само додиром. Да би се избегле двосмислене изјаве, пристао је да му се донесу сатови и кључеви дванаест различитих људи. Према претходном договору, требало је да погоди 10 од 12 власника предмета, али је погодио само 2.
- Током програма, друга менталисткиња је сортирала 250 зенер карата. Срећом би погодила око 50, тако да је договорено да мора да погоди 82 да би доказала да има натприродне способности. Она је међутим погодила само 50, што се рачуна као срећа.[42]

## Погледи на религију
Рандијеви родитељи су припадници Англиканске цркве.
У његовом есеју "Зашто негирам религију" је написао да је он атеиста. У есеју је навео да су многи делови религијских текстова, укључујући девичанско рођење, чуда Исуса Христа, и Мојсијево раздвајање Црвеног мора, практично немогући. На пример, Ранди о Богородици каже да је она "жена коју је дух оплодио и која је родила сина који је ходао по води, дизао из мртвих, претварао воду у вино и стварао рибу" а о Адаму и Еви каже "они су имали два сина, од којих је један убио другог, а ипак су успели да населе целу Земљу, без почињеног инцеста". О Библији каже "Чаробњак из Оза је уверљивија књига, а свакако је занимљивија".

## Правне расправе
Ранди је био умешан у неколико правних расправи, али каже да "ником  никада није платио ни долар због оптужбе". 

### Ури Гелер
Мађионичар Ури Гелер га је тужио неколико пута због његовог рада. Гелер никада није добио парницу, осим једном када је Јапански суд одлучио да Ранди плати трећину једног процента оног што је Гелер тражио. Међутим Ранди ово није урадио, јер је суд касније повукао одлуку.

## Лични живот
Када је водио своју радио емисију 1960-их, Ранди је живео у малој кући у Рамсону у Њу Џерзију, испред које је била табла на којој је писало: "Ранди - шарлатан". Године 1986., Ранди, који је се преселио на Флориду, се састао са венецуеланским извођачем Дејви Пеном. Њих двојца су се касније уселила заједно. Данас живе у Плантејшону на Флориди.
Ранди је 1987. године постао натурализован грађанин Сједињених Америчких Држава. 
Ранди је морао да иде на операцију у фебруару 2006. године. Доктори су након операције рекли да је стабилан, да "је под одличном бригом", и да ће се брзо опоравити. У јуну 2009. године му је постављена дијагноза рака колона. Операцијом му је отклоњено неколико малих тумора. Он је изјавио: "Једног дана ћу умрети. То је све. Хеј, штета, али мора да се деси. Ја трошим много кисеоника".
Ранди је рекао да када умре не жели да његови обожаваоци праве музеј магије назван по њему или да га сахрањују у скупој гробници. Уместо тога, он је рекао: "Желим да будем кремиран и да мој пепео баците Ури Гелеру у очи". Ранди је последњи пут отишао на хемотерапију 31. децембра 2009. Изјавио је да хемотерапија није била толико лоша колико је очекивао да ће бити У видео снимку 12. априла 2010. године је изјавио да је потпуно здрав.
Он је 21. марта 2010. године изјавио да је хомосексуалац. Рекао је да га је филм Милк инспирисао да призна. Ранди и његов партнер Пена су се оженили 2. јула 2013. године.
Ранди никада није пушио или узимао наркотике, јер како је изјавио "то лако може да замути моју рационалност и да отупи моје способности разумевања, а ја желим да будем што свеснији".
Преминуо је 20. октобра 2020. због компликација услед старости.